# Elman Tagaýew
Elman Tagaýew (* 2. Juni 1989 in Aşgabat, ehemalige UdSSR) ist ein turkmenischer Fußballspieler.

## Karriere

### Verein
Die meiste Zeit seiner Karriere verbrachte Tagaýew bei verschiedenen einheimischen Klubs in der Ýokary Liga. Zwischenzeitlich war er auch in Aserbaidschan sowie Usbekistan aktiv. Mit Altyn Asyr FK gewann er insgesamt neun nationale Titel und 2022 holte er mit Ahal FK das Double aus Meisterschaft und Pokalsieg.

### Nationalmannschaft
Seit 2012 spielt Tagaýew in unregelmäßigen Abständen für die turkmenische A-Nationalmannschaft und absolvierte bisher 12 Partien. Dabei erzielte er am 12. März 2012 im Gruppenspiel des AFC Challenge Cups gegen Nepal (3:0) seinen einzigen Treffer und erreichte mit der Mannschaft später das Finale, in dem man Nordkorea mit 1:2 unterlag.

## Erfolge
- Turkmenischer Meister: 2014, 2015, 2016, 2017, 2022
- Turkmenischer Pokalsieger: 2015, 2016, 2022
- Turkmenischer Superpokalsieger: 2015, 2016, 2017

## Auszeichnungen
- Torschützenkönig der Ýokary Liga: 2021 (10 Tore)
- Turkmenischer Fußballer des Jahres: 2021

## Sonstiges
Tagaýew entstammt einer aserbaidschanischen Familie, die in Aşgabat lebte. Im Jahr 2014 heiratete er seine Frau Arina, mit der er die Zwillinge Alan und Ali (* 2015) hat.